# 鳥刺し

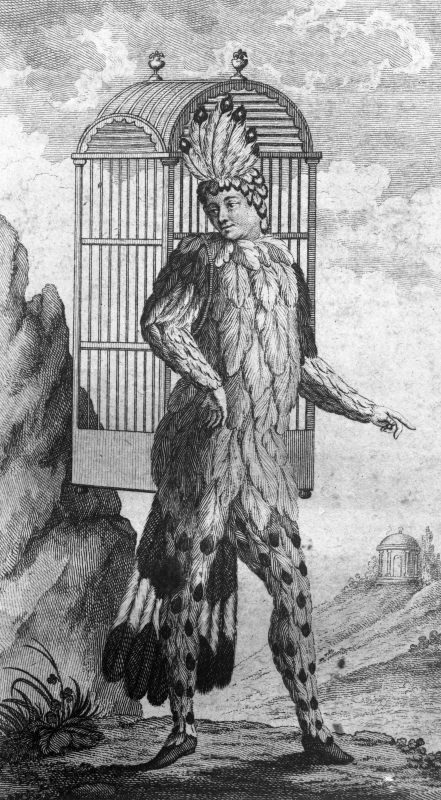
『魔笛』に登場する鳥刺しパパゲーノ

鳥刺し（とりさし）は、鳥黐などを使用して鳥類を捕獲する行為、およびそれを生業とする人。古くから職業として成立しており、イソップ童話やモーツァルトのオペラ『魔笛』などにも登場する。また、狩猟の仕草を踊りや舞にした伝統文化が鳥刺舞、鳥刺し踊りなど各地に存在する。

## 概要
鳥刺しが使う代表的な道具は黐竿（もちざお）と呼ばれる先端に鳥黐を塗った長い竿で、これで小鳥を「刺す」（くっつける）ことで捕らえる。このほか、鳥黐などで罠を仕掛けて囮や鳥笛、口笛を巧みに使うことで鳥をおびき寄せて捕まえたり、霞網や吹き矢、猟銃を使用することもある。
江戸時代の日本においては、鳥刺しは鷹匠に仕えており、鷹の餌となる小鳥を捕まえていた。また、鳥刺しを題材としたカードゲームや子供の遊びも行われていた。
鳥刺しは、生業とする者以外にとっては魚釣りと同様に趣味と実益を兼ねたレジャーであった。刺した鳥は食用または観賞用にされ、メジロやウグイスなど声や姿が美しい小鳥は多くの愛好家が存在する。現在では鳥獣保護法などによってみだりに野鳥を獲ることは禁じられている。また日本では鳥黐は禁止猟具に指定されている。

## 各地の芸能
黐竿をもった鳥刺しのふるまいを真似た「鳥刺舞」（「鳥刺し踊り」「さいとりさし」とも）は伝統芸能として各地に伝わっている。

### 長崎県
長崎県雲仙市の旧国見地区で伝わっている。顔に頬かむりをし、裸に九尺褌を独特の締め方で巻き、竿を持ち、鳥を刺す様子を再現した踊り。
1747年神代鍋島家八代当主・鍋島茂興公が、鍋島家の佐賀本藩の名代として上洛した際に踊りを習ったのがはじまりとされている。

### 沖縄県
沖縄の伝統芸能「京太郎」の芸のなかに鳥刺舞（トゥイサシメー）の踊りがある。